# Cehal
Cehal é uma comuna romena localizada no distrito de Satu Mare, na região histórica da Transilvânia. A comuna possui uma área de 65.43 km² e sua população era de 1763 habitantes segundo o censo de 2007.